# Сукач, Николай Васильевич
Никола́й Васи́льевич Сука́ч (укр. Мико́ла Васи́льович Сука́ч; род. 25 мая 1946, Чернигов, УССР, СССР) — советский и украинский музыкант, художественный руководитель и главный дирижёр академического симфонического оркестра «Филармония» Черниговского филармонического центра. Заслуженный деятель искусств Украины (1996).

## Биография
Отец Николая Васильевича в Великую Отечественную войну был командиром зенитной батареи, в 1941 году получил ранение и попал в госпиталь. Там он познакомился с медицинской сестрой и женился на ней. Семья переехала в Чернигов, где 25 мая 1946 года и родился Николай Сукач. Будущий дирижёр окончил Черниговское музыкальное училище по классу баяна, с 15 лет начал выступать как солист оркестра народных инструментов. В 1966 году поступил сразу на второй курс Харьковской консерватории, где его творческим наставником стал Владимир Подгорный. Дирижированию обучался у Константина Дорошенко.
После окончания консерватории в 1969 году вернулся в Чернигов, где стал работать дирижёром симфонического оркестра музыкального училища. Но сразу же был призван в армию, служил в Пскове в десантных войсках. После армии преподавал в Черниговском музыкальном училище, руководил оркестром народных инструментов, позже — камерным оркестром филармонии.
В конце 70-х годов дирижёр чуть не погиб. Однажды вечером он стал свидетелем приставаний компании парней к девушке. Николай Васильевич заступился за девушку, но на обратном пути попал в засаду и получил 11 ножевых ранений, одно из которых — в сердце. Пережил клиническую смерть, но после реабилитации сумел вернуться к нормальной жизни. После того случая бросил курить и перестал употреблять алкоголь.
Дирижёру предложили возглавить столичный оркестр, но он остался в родном городе и в марте 1999 года основал академический симфонический оркестр «Филармония», расширив существовавший в городе камерный оркестр до симфонического. С того времени Николай Сукач является его бессменным художественным руководителем и главным дирижёром.
Женат (жена — Елена Петровна), имеет двух дочерей — Наташу и Марину, и сына Ярослава.

## Творческая деятельность

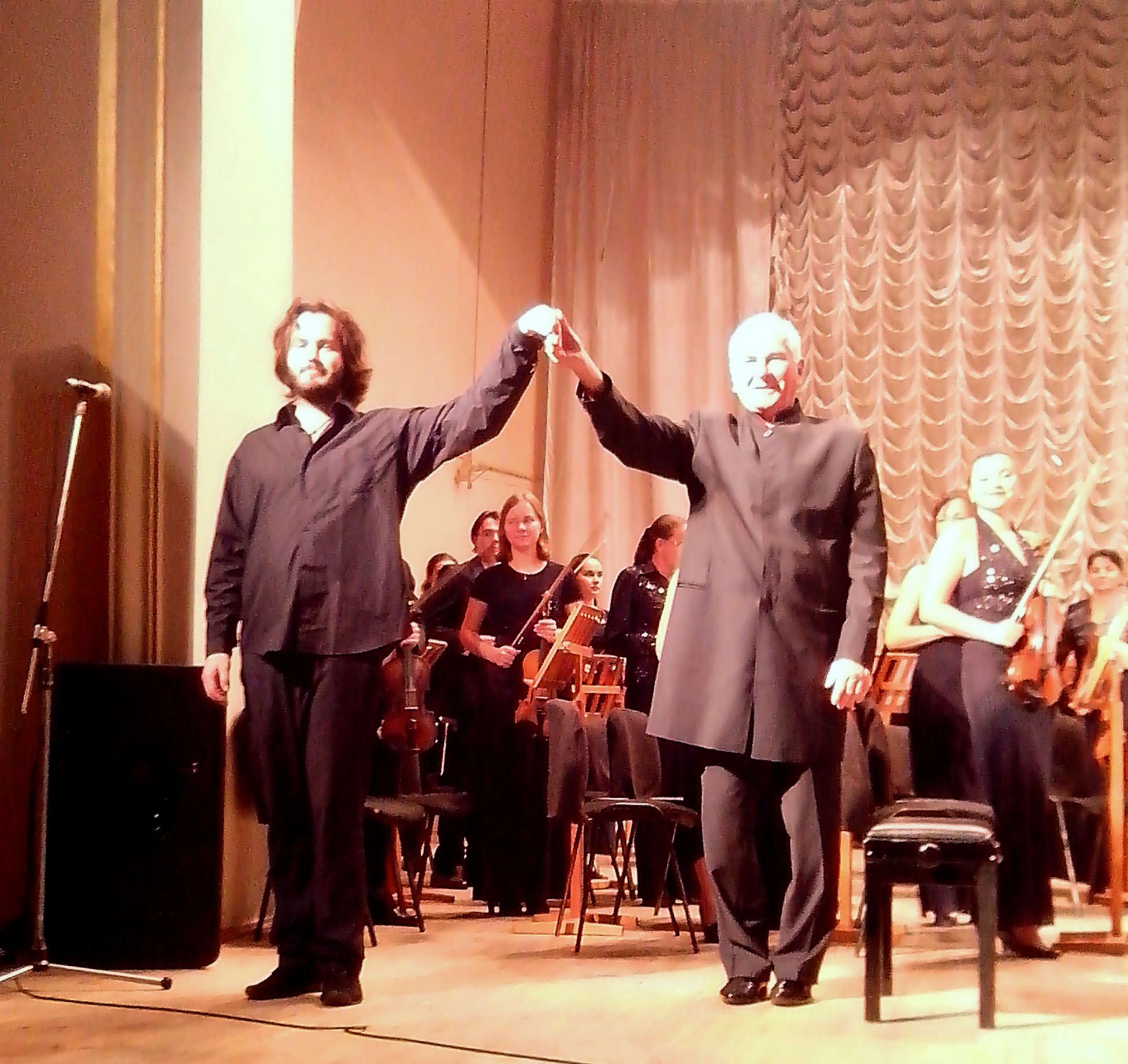
Николай Сукач с Антонием Барышевским

Вместе с АСО «Филармония» Николай Сукач играет симфонии Гайдна, Моцарта, все симфонии Бетховена, Брамса, Шуберта, Шумана, Брукнера (1-7), Рахманинова, Чайковского, Калинникова, Бородина, Борткевича и Скрябина.
Особенное место в репертуаре дирижёра занимает Сергей Борткевич. Именно Николай Васильевич вместе с немногочисленными коллегами-энтузиастами возрождал творчество этого композитора. Черниговский оркестр стал первым, который исполнил все симфонические произведения композитора. За это открытие Николай Сукач был дважды номинирован на получение Национальной премии имени Тараса Шевченко.
Он принимает участие в совместных проектах с Национальным симфоническим оркестром Украины, Симфоническим оркестром Национальной оперы Украины, с Харьковским симфоническим оркестром, с Национальным одесским филармоническим оркестром и Донецким симфоническим оркестром.
Николай Сукач является основателем и художественным руководителем ежегодного международного фестиваля классической музыки «Сиверские музыкальные вечера». Оркестр под руководством дирижёра выступал вместе с пианистами Николаем Луганским, Вадимом Руденко, Николаем Суком, Олегом Полянским, Борисом Березовским, Антонием Барышевским, скрипачом Анатолием Баженовым и многими другими исполнителями.
Деятель искусств выступал в роли приглашённого дирижёра в США, Германии, Испании, Португалии, Хорватии (фестиваль «Истрия»), России, Польше и Беларуси. Выступал в Киеве на фестивале «Летние музыкальные вечера».

## Награды и звания
- Полный кавалер ордена «За заслуги»:
  - I степени (23 августа 2021) — за значительный личный вклад в государственное строительство, укрепление обороноспособности, социально-экономическое, научно-техническое, культурно-образовательное развитие Украинского государства, весомые трудовые достижения, многолетний добросовестный труд и по случаю 30-й годовщины независимости Украины[14].
  - II степени (25 июня 2016) — за значительный личный вклад в государственное строительство, социально-экономическое, научно-техническое, культурно-образовательное развитие Украины, весомые трудовые достижения и высокий профессионализм[15].
  - III степени (24 ноября 2009) — за весомый личный вклад в развитие культурно-художественного наследия Украины, высокое профессиональное мастерство и активное участие в проведении Фестиваля искусств Украины[укр.][16].
- Заслуженный деятель искусств Украины (22 августа 1996) — за весомый личный вклад в приумножение национальных духовных достояний, высокий профессионализм и по случаю пятой годовщины независимости Украины[2].
- Почётная грамота Кабинета Министров Украины (23 июня 2003) — за весомый личный вклад в сохранение украинского музыкального наследия и высокое профессиональное мастерство[17].
- Почётный гражданин города Чернигова (26 мая 2016) — за особые заслуги перед городом[18].